# Koichi Wada
Koichi Wada (和田幸一?, Wada Koichi; 25 luglio 1916 – ...) è stato un pallanuotista giapponese.
È stato un membro del Giappone che ha partecipato alle Olimpiadi di Berlino 1936.